# Хиркенес
Хѝркенес (на норвежки: Kirkenes, на фински Kirkkoniemi, Киркониеми) е град в северната част на Норвегия. Разположен е във фиорда Варангерфьор на Баренцово море във фюлке Финмарк. Главен административен център на община Сьор-Варангер. Получава статут на град през 1908 г. Намира се на около 1500 km по въздуха и на около 2500 km по шосе на север от столицата Осло и на около 6 км на запад от границата с Русия. По време на Втората световна война е подложен на масирани бомбардировки като над града са извършени 320 авионападения. Има пристанище, летище и музей посветен на Втората световна война. Около 5 километрова ЖП линия в южна посока свързва пристанището на Хиркенес със съседния малък град Бьорневатън, който е център за минно дело на железна руда. Обект на туризъм. Население 3316 жители според данни от преброяването към 1 януари 2009 г.

## История
През Втората световна война тук се извършват десанти на съветската войска, които освобождават Северна Норвегия от немска окупация.

## Климат
Полярното слънце грее от 17 май до 21 юли. Съответнате зимна тъмнина започва на 21 ноември и завършва на 21 януари. Въпреки своето местонахождение на брега, градът има континентален климат. Средната температура е -11,5 °C (11,3 °F) през януари, и 12,6 °C (54,6 °F) през юли, със средни годишни валежи от 450 мм (17.7 инча). Най-ниската измерена температура е била -41 °C (-41,8 °F) и най-високата- достигаща 32,7 °C (90,8 °F). Юли 2004 година е бил най-топлият месец, със средна температура от 16,9 °C (62,4 °F).

## Население
От около четирите хиляди жители на Хиркенес, мнозинство са от норвежки произход и малка част от хората са Саами. Около 500 от жителите в града са руски имигранти и малцинство са финландски имигранти.

## Туризъм и икономика
Бьокфьоден (на норвежки: Bøkfjorden), е отлично пристанище до градът, което привлича интереса на няколко големи компании. Някои от туристически атракции са: Grenselandsmuseet (Граничният държавен музей), който показва историята на войната и мира по норвежки-руската граница, художествена изложба на художника Джон Савио, и историята на минната индустрия в района. До Хиркенес има летище със същото име като града, което служи като връзка с града.
Извън Хиркенес има военна база, наречена Хьойбуктмуен (Høybuktmoen). Има шест гранични пунктове по протежение на руската граница. Тази база и тези гранични пунктове предотвратяват имигрирането на незаконни имигранти от Русия в Норвегия, както и други незаконни дейности зад граница.
В близост до Хиркенес, има огромен подземен бункер построен по време на Втората световна война, които осигурявал подслон на 9000 жители. Турове до бункера са достъпни за туристи.

## Побратимени градове
- Никел, Русия
- Карс, Турция